# Сабля
Са́бля (венг. szablya — «резак, нож», от szabni — «резать») — рубяще-колющее клинковое холодное оружие.
Клинок сабли, как правило, однолезвийный (в ряде случаев — с полуторной заточкой), имеет характерный изгиб в сторону обуха. Средняя длина клинка — 80—110 сантиметров. Сабли в различных модификациях были широко распространены в Восточной Европе и Азии в период с IX по XX века как основное холодное оружие конницы и частично — пехоты. В Западной Европе сабля получила распространение достаточно поздно, в XIV—XIX веках. Из-за ряда своих боевых качеств и удобства использования сабля частично или полностью вытеснила мечи и другие виды клинкового холодного оружия во многих европейских странах.

## Этимология
Слово «сабля» происходит от венгерского szablya — от szabni «резать, кроить».
От венгерского, вероятно, происходят и пол. szabla, и нем. Säbel, от которого произошло французское и английское слово sabre.

## Конструкция
A. Эфес (рукоятка) (крыж) 

B. Клинок 

C. Застава (первая треть, преграда, сильная часть клинка) 

D. Средняя часть клинка (изгиб, основа) 

E. Перо (слабая часть клинка, верхняя треть) 

1. Навершие (тыльник) 

2. Черен (рукоять) 

3. Перекрестье 

4. Крестовина (гарда, огниво) 

5. Лезвие 

6. Обух (тупьё) 

7. Голомень (плоскость клинка) 

8. Дол 

9. Елмань 

10. Остриё
Основными параметрами сабли является длина клинка, определяемая как длина оси, проведённой от острия до точки, где заканчивается лезвие (или пята) и начинается хвостовик. Длина перпендикуляра, опущенного из наивысшей точки изгиба лезвия на эту ось, определяет кривизну. Другими важными параметрами являются расстояние от острия до конца хвостовика и общая длина сабли с рукоятью, а также ширина клинка и толщина в обухе.

## История

### Дальний Восток
Первые изображения сабель появляются на рельефах периода Хань (206 г. до н. э. — 220 г. н. э.) в Китае. Предположительно, это были экспериментальные формы клинков, не получившие в регионе широкого распространения в течение длительного времени. Артефакты, обнаруженные в северном Китае, датируются уже периодом Северной Вэй (386—534). Практически одновременно сабля попадает в Корею (фреска из когурёской гробницы в Яксури, V в.), а затем — и в Японию. Большое распространение в отдельные периоды получали двуручные сабли, такие, как чжаньмадао/мачжаньдао (Китай), нодати (Япония). В целом дальневосточные сабли существенно отличались от западных и включали большое множество разновидностей. Одним из отличий была конструкция рукояти с дисковидной гардой (яп. цуба, кит. паньхушоу).
К середине XVII века длинные двуручные сабли (но-дати, шуаншоудао и так далее) в основном были вытеснены более короткими образцами, однако в войсках Зелёного Знамени, согласно «Хуанчао лици туши» (1759 год), сохранялось не менее пяти разновидностей длинноклинковых двуручных сабель с разной формой клинка. Причина сохранения этого архаического пережитка в цинских войсках в течение такого длительного времени неизвестна, равно как и степень распространенности этих видов сабель.
XIX век ознаменовался возникновением целого ряда новых видов клинкового оружия — от нювэйдао (сабля «бычий хвост»), появившейся в первой половине столетия и достигшей зрелости к 1870-м годам, до нескольких разновидностей двуручных сабель дадао, появившихся в последней четверти столетия и развившиеся в классический дадао, стоявший на вооружении войск Гоминьдана в ходе войны с Японией 1937—1945 годов.

### Тюркский мир
У кочевых народов сабля появилась в VII веке как результат модификации палаша. Однолезвийные палаши в конном бою имели преимущество над обоюдоострыми мечами за счёт меньшего веса, а также имели технологическое преимущество. Появление изгиба клинка, поначалу небольшого, сделало их саблями. Прототипы переходных с палаша на саблю уже существовали в Причерноморском регионе с IV века по VI век среди кочевников (В частности у кочевых протоболгар и др.), начиная с VII века появляются в значительном количестве сабли. С середины VII века они известны на Алтае, в середине VII — в Хазарском каганате и распространяются среди кочевников Восточной Европы. Средняя длина клинка первых сабель составляла около 60—80 см. Зачастую рукоять по отношению ко клинку находилась под некоторым наклоном (5—8°). Характерно также и то, что появлению сабель повсеместно сопутствовали палаши или мечи с наклонённой рукоятью. Защитой руки была простая ромбовидная гарда. Нередко также конец сабли был обоюдоострым на 10—20 см, что повышало колющие свойства. Однако сабля была оружием, в основном, рубящим, а колющие его свойства были второстепенными.
Существует и иное мнение относительно наклона рукояти и происхождения сабли. В частности имеет место наклон эфеса в целом, а не рукояти. Эфес наклонялся в сторону лезвия с помощью специальной обоймы, расположенной между клинком и крестовиной. Соответствие в японском оружии — хабаки. Прототипом сабли являлся коленчатый тюркский нож, во втор. пол. VII в. удлиненный до палаша, который в нач. VIII в. приобретает изгиб и превращается в саблю. Первые клинки, которые можно называть саблями, найдены в куруке у с. Вознесенки (предположительное захоронение основателя первого Болгарского царства Аспаруха, около современного г. Запорожье) на Украине. Эволюционным толчком к появлению сабли является использование специальной обоймы между крестовиной и клинком, изменяющей соотношение осей эфеса и полосы.

### Древняя Русь
В конце IX — X веке сабли от кочевников попадают на Русь, что было связано с формированием русской конницы, и вскоре получает широкое распространение. С XI века в южной Руси сабли становятся не менее важным оружием, чем мечи. На севере они доходят вплоть до Минска, Новгорода и Суздальского Ополья, но там столь широкого распространения не получают. К X веку длина клинка восточноевропейских сабель увеличивается до 1 метра, а кривизна до 3—4,5 см. Их ширина составляла 3,0—3,7 см, толщина около 0,5 см. Со второй половины XI до XIII века средняя длина клинка увеличивается до 110—117 см, кривизна до 4,5—5,5 см, средняя ширина составляет 3,5—3,8 см; причём у некоторых известных клинков кривизна достигала 7 см, а ширина 4,4 см.
Конструкция сабельной рукояти была более лёгкой, чем у меча. Черен, как правило, был деревянным, с металлическим навершием (набалдашником), как правило, уплощённо-цилиндрической формы в виде колпачка, надеваемого на черен. Это навершие обычно снабжалось кольцом для крепления темляка. В IX—XI веках были распространены прямые крестовины с шарообразными увенчаниями на концах, которые потом получают изгиб в сторону острия. В XI веке получают распространение крестовины ромбовидной формы, известные ещё у первых сабель — перекрестья увеличивали прочность конструкции.

### Арабский мир
В X—XI веке сабли появляются в арабском мире, однако поначалу не получают там столь широкого распространения, испытывая конкуренцию со стороны привычного прямого клинкового оружия. С XII века они получают более широкое распространение в Иране, Анатолии, Египте и на Кавказе. Их сабли этого времени были схожи с восточноевропейскими X века — длина клинка около 1 метра, ширина 3 см, изгиб 3—3,5 см, толщина 0,5 см. В XIII веке сабли в исламских странах начинают вытеснять мечи и палаши. Большую роль здесь сыграло монгольское нашествие. В это же время они попадают в Индию. В XV—XVI веках выделилось два основных типа исламских сабель: узкие и длинные шамширы значительной кривизны, свойственные Ирану, и более короткие и широкие киличи меньшей кривизны, свойственные Турции. У обоих вариантов была прямая рукоять, крестовина с перекрестьем на эфесе, разная масса, средняя длина клинка около 75—110 см. К этому времени уровень их производства в исламских странах достиг такой степени, что значительным стал экспорт сабель и сабельных полос в другие страны, включая восточноевропейские.
В XIV веке на сабле получает распространение елмань, после чего сабля приобрела свойства преимущественно рубящего оружия. В это же время сабли становятся полностью преобладающим длинноклинковым оружием на Руси. В Новгородских землях сабли, однако, ещё не вытеснили мечи, но всё же получили широкое распространение. Свойственные XIV—XV векам сабли, имевшие хождение в Восточной Европе, включая Русь, на Кавказе и у некоторых других народов, по сравнению с XIII веком изменились несильно: длина клинка остаётся в пределах 110—120 см, кривизна увеличивается до 6,5—9 см. Вместе с тем окончательно получают распространение стержневидные крестовины длиной около 13 см с расширениями на концах, с вытянутым перекрестьем. Масса сабель этого периода имела варианты от 0,8 до 1,5 кг.

### Золотая Орда
Точная дата появления сабель у татар неизвестна. Неизвестна также и типология раннетатарских сабель. Скорее всего, сабли применялись племенами ещё со времен династии Северная Вэй, но никаких сведений, подтверждающих их использование, нет. В XIII веке, по свидетельства сунского посланника Чжао Хуна, сабли стали наиболее популярным длинноклинковым оружием у татар (однако они весьма широко продолжали использовать мечи, а тем более — палаши). В это время татарские сабли  включали две разновидности: с нешироким клинком, слегка изогнутым и сужающимся к острию, и с более коротким и широким, в последней трети немного расширяющимся.
После татарского  нашествия на страны Средней Азии вооружение татар значительно изменилось под влиянием покорённых народов; к тому же значительную часть татарских войск составили вновь покоренные тюркские племена. Однако в XIII веке прослеживается и дальневосточное влияние на конструкцию татарского  клинкового оружия — некоторые обнаруженные археологами сабли имеют дисковидную гарду. В XIV веке на западе империи установился тип сабель, отличающихся длинным, широким клинком значительной кривизны со стандартной к этому времени сабельной крестовиной.

### Позднее Средневековье
С конца XV — начала XVI веков сабельное производство в арабском мире достигло такого уровня, что стало влиять на Восточную Европу, где получили распространение импортные «восточные» сабли. Киличи турецкого типа отличались массивными клинками длиной 88—93 см, с елманью, при общей длине сабли 96—106 см. Вес таких сабель с ножнами порой достигал 2,6 кг. Крестовина иногда могла доходить до 22 см. Рукоять обычно делалась из гранёной деревянной трубки, надевавшейся на черен, снабжённой набалдашником. Позднее навершие рукояти наклоняется в сторону лезвия. Сабли со сравнительно узким клинком без елмани, частично относящиеся к шамширам иранского типа, а частично — возможно, сохранившие элементы сабель ордынского времени, имели общую длину 92—100 см при длине клинка 80—86 см и ширине у пяты 3,4—3,7 см.
Местные восточноевропейские сабли также ковались под азиатским влиянием. Однако со второй половины XVI века в Венгрии и Польше происходило развитие рукояти. В XVII веке из венгерско-польских появилась гусарская сабля с закрытым эфесом: со стороны лезвия от конца перекрестья к набалдашнику шла пальцевая дужка, защищавшая кисть руки; эта дужка иногда не была соединена с навершием рукояти. На перекрестье добавилось кольцо для большого пальца, которое позволило быстро изменять направление ударов. В Московском государстве такие сабли имели хождение под польским влиянием в Смутное время.
В XVII веке на Руси сабли были как местного производства, так и импортные. Отечественные, как правило, ковались под иностранным влиянием — в описях выделяются сабли на литовское, турское, угорское, черкасское дело, на кизылбашский, немецкий, угорский, а также и московский выков.
В XVI—XVII веках формировались приёмы сабельного фехтования. Особенно сильной была польская школа фехтования (пол. sztuka krzyzowa), включавшая несколько видов рубящих ударов и парирования. В Польше сабля была оружием, преимущественно, шляхты, и использовалась больше в пешем, чем в конном бою. На Руси сабли использовались поместной конницей, а позднее — некоторыми стрельцами и рейтарами нового строя. Сохранилась сабля Б. М. Лыкова-Оболенского, датируемая 1592 годом, множество зазубрин на которой свидетельствуют о его высоком фехтовальном мастерстве. Сабли были основным длинноклинковым оружием казачества.
В странах Центральной и Западной Европы сабли получают распространение со второй половины XVI века, однако впервые попадают в XIV—XV. Это распространение поначалу не было значительным. В пехоте среди ландскнехтов имела хождение двуручная сабля гросс-мессер, которая появилась в XV веке в Венгрии, и используемый, главным образом, в школах фехтования дюссак. Начиная со второй половины XIV — первой половины XV и вплоть до XVII века также применялись массивные короткие сабли-тесаки, возможно, произошедшие от фальшионов под восточным влиянием — кортелас (итал. cortelas, итал. coltelaccio, нем. kordelatsch, нем. kordalätsch), малкус (итал. malchus), сторта (итал. storta), баделер (фр. badelaire), кракемарт (фр. craquemarts). В XVI—XVII веках имела хождение укороченная «полусабля», похожая на абордажную — хенгер (англ. hanger). В целом, в течение XVII века в этих странах широко применялось прямое клинковое оружие — такое, как шпага, а сабли получают широкое распространение лишь в XVIII—XIX веках.

### Новое время
В XVII—XVIII веках под восточноевропейским влиянием сабли распространяются по Европе. Они происходили от сабель польско-венгерского типа. В течение всего XVIII века они применялись в различных странах Европы, включая Англию, будучи, преимущественно, кавалерийским оружием.
В России около 1700 года Петром I армия и её вооружение была изменена по западному образцу. В начале века сабли были на вооружении драгун. При Петре II появились полусабли. В 1759 году по примеру австрийской кавалерии саблями были вооружены драгуны и конные гренадеры. В 1763 сабли составляли вооружение гусар. В 1775 все драгуны вооружены саблями (у некоторых до этого были палаши). В 1786 гренадерские полки перевооружены саблями с медным эфесом, а у егерей они введены вместо шпаг.
Во время Египетского похода Наполеона I в 1798—1801 французы оценили местные сабли, после чего у них, а под влиянием французской моды и по всей Европе получили распространение сабли мамлюкского типа. Эти сабли стали штатным оружием в Англии. В России по французским образцам были введены пехотные офицерские сабли образца 1826 г. и драгунские образца 1841 г.. Вместе с тем на Европу оказало влияние вооружение иррегулярных полков русской армии, в которую входили казаки и тюрки, принявшие участие в Заграничном походе. В XIX веке сабли применялись во всех видах войск. Драгуны, гусары, в некоторых случаях — кирасиры были вооружены тяжёлыми кавалерийскими саблями, а уланы и российская иррегулярная конница — лёгкими. На флоте использовались декорированные офицерские и массивные абордажные сабли. В пехоте также имели распространение разнообразные образцы.
В европейских армиях Нового времени сабли имели клинки средней кривизны (45—65 мм), эфесы с громоздкими гардами в виде 1—3 дужек или чашеобразные. Общая длина достигала 1100 мм, длина клинка 900 мм, масса без ножен до 1100 г, масса с металлическими ножнами до 2300 г. В конце XIX века кривизна уменьшается до 35—40 мм и сабля вновь приобретает колюще-рубящие свойства. В это время турецкие и японские сабли стали делаться по европейским образцам.
В 1881 году в России на вооружение регулярной армии были приняты шашки, которые по сравнению с саблями имели лучше выраженные атакующие свойства ценой снижения защитных и отказа от сложных фехтовальных техник, которым солдат-срочников всё равно почти не обучали. Несмотря на то, что по форме клинка они порой близки к ранним саблям, как разновидность последних они не классифицируются. Широкое распространение сабли сохраняли ещё во время Первой мировой войны, а после неё начинают уходить из вооружения европейских армий в связи с общим отказом от холодного оружия. Тем не менее кавалерия, а вместе с ней сабли и шашки, имела незначительное боевое значение до конца Великой Отечественной войны. Вплоть до 1945 года в войне весьма активное участие принимали, с одной стороны, советские кавалерийские корпуса и польская конница, а с другой — немецкие и венгерские кавалерийские бригады и дивизии, однако их основным и практически единственным, за редчайшими исключениями, способом участия в боевых действиях было ведение огневого боя спешившись. В качестве церемониального оружия сабли во многих странах применяются до сих пор.

## Технология изготовления
Первые сабли были атрибутом знатных воинов и потому, как правило, инкрустировались золотом и серебром. Клинки производились по сложным многослойным технологиям, характерным и для дорогих мечей, заключавшихся в сварке железных и стальных пластин. В XII—XIII веке сабли становятся более массовым оружием, а потому и упрощается их технология. Большинство клинков теперь производили путём наварки стального лезвия или же цементацией цельножелезной полосы. С XII века сабли исламских стран изготавливались из науглероженных заготовок, которые в результате особой многократной закалки получали идеальное сочетание вязкости и твёрдости, а край лезвия получался особенно твёрдым.
Особо ценились сабли из дамасской стали, однако они были дороги по причине сложности производства и большого перерасхода металла — простая сабля обладала вполне достаточной прочностью, но при этом была гораздо дешевле. Самыми лучшими и дорогими, а потому и редкими, были булатные сабли. К примеру, в середине XVII века на Руси привозная сабельная полоса из персидской стали стоила 3—4 рубля, в то время как тульская сабля — не более 60 копеек.
Со второй половины XVI века в Европе, а с середины XVII — и на Руси начали производиться сабли из передельной стали.
Рукоять состояла из черена, как правило, из двух деревянных или костяных накладок, крепившихся заклёпками к хвостовику. В других случаях цельный черен с отверстием надевался на хвостовик. Спереди между плечиками клинка и череном была зафиксирована металлическая крестовина, обеспечивающая защиту руки. На дальневосточных саблях гардой была не крестовина, а цуба. Поздние европейские сабли отличались более сложными гардами.

## Использование
Сабли служили в первую очередь вооружением кавалерии, что предопределило их относительно большую длину и приспособленность для рубящего удара сверху, для усиления которого оружие уравновешивалось на середине клинка.
Достаточно сильный изгиб клинка придаёт рубящему удару режущие свойства, что значительно увеличивает его эффективность. Сабля при ударе скользит относительно поражаемого объекта. Это особенно важно, поскольку рубящий удар всегда наносится по круговой траектории. Кроме того, нанесение удара под углом к поражаемой поверхности увеличивало создаваемое давление. В результате, при рубящем ударе сабля наносит более серьёзные повреждения, чем меч или палаш такой же массы. Повышение кривизны приводит к повышению режущих, но вместе с тем — к ослаблению рубящих свойств.
Европейские сабли, как правило, имели незначительный изгиб лезвия, позволяющий наносить удары вперед, относительно большой вес и закрытую гарду, обеспечивающую прочный, но однообразный захват.

## Разновидности
- Шамшир
- Килич
- Гаддарэ
- Тальвар
- Афганская сабля
- Венгерско-польская сабля
- Гусарская сабля
- Костюшковка
- Карабела
- Гросс-мессер
- Дюссак
- Абордажная сабля
- Сабля мамлюкского типа

## Ножны
Сабельные ножны бывают деревянные, обтянутые кожей, сафьяном и бархатом. В XIX—XX веках, начинают делать металлические ножны, иногда воронёные, хромированные или никелированные с наружной стороны. Ножны с саблей как правило носились и носятся на портупее, надетой через плечо военнослужащего.